# Bhakti
Bhakti pomeni v hinduizmu »predanost«, v povezavi s predanostjo določenemu bogu in čaščenju tega boga.
Bhakti kot proces se imenuje Bhakti joga in je podrobneje opisan v Bhagavad-giti, kjer je omenjen kot ena izmed glavnih poti do enosti z Brahmanom. Obstaja šest bogov, ki so še posebej pogosto čaščeni: Višnu, Šiva, Ganeša, Devi, Surja in Skanda/Muruga.
Začetki bhakti joge segajo v začetek našega štetja v južno Indijo, kjer se pojavijo predvsem častilci Šive - najanarji in častilci Višnuja - alvarji. Višek doseže bhakti joga po 10.stoletju, po vplivu pomembnih filozofov Ramanudže in Madhve.

## Bhakti joga
Bhakti joga pomeni v večini smeri hinduizma (advaita vedanta, šaktizem, hinduistična tantra in joga) pot predanosti eni izmed oblik Absoluta (Išta Devata), vse do spoznanja enosti vsega, kar obstaja, v dualističnih smereh častilcev Višnuja, pa večno služenje Višnuju, v katerikoli izmed njegovih inkarnacij, še posebej pa Krišni ali Rami.
Poznamo štiri glavne tradicije povezane z bhakti čaščenjem: 
- Smartha, tradicija najslavnejšega indijskega filozofa Šankare, ki časti[3] 5 glavnih bogov: Šivo, Višnuja, Devi (Boginjo Mati), Ganešo in Surjo (Sonce).
- Vaišnavizem, ki časti le Višnuja, oziroma njegove inkarnacije, glavni predstavniki pa so Ramanudža, Madhva in Čaitanja.
- Šivaizem, ki časti le Šivo, vendar po navadi kot transpersonalno bitje, ki presega konceptualno delitev na osebno in brezosebno.
- Šaktizem, ki časti Boginjo v katerikoli izmed njenih poosebitev (Kali, Durga, Sarasvati, Lakšmi,...)

Z bhakti jogo se v Sloveniji ukvarja »Hare Krišna« ali na kratko »Hare Krišna Gibanje«. Bhakti joga je prisotna tudi pri čaščenju Sai Babe, ki ga imajo njegovi častilci za inkarnacijo Boga in v manjši meri tudi kot pomožna pot pri nekaterih drugih poteh joge.